# 방산시장
방산시장(芳山市場) 또는 방산종합시장(芳山綜合市場)은 서울특별시 중구 을지로동(방산동)에 위치한 지류, 인쇄, 인테리어, 제과류 관련 도매시장이다. 250여 개의 점포가 있으며, 각종 지류나 인쇄물, 도배지, 아트지, 포장자재, 공업용 본드 등을 주로 판매한다. 제빵 기기 등을 판매하는 베이커리 등 DIY 골목으로도 알려져 있다.
시장 이름의 '방산'(芳山)은 조선 시대 때 이곳의 상황에서 유래했다. 그때 이 일대는 잘 관리가 되지 않아서 악취로 악명이 높았다. 그래서 '향기가 날 방(芳)' 자를 써서 이름이 '방산'으로 붙여지게 되었다.

## 역사
일제강점기 소규모 시장으로 출발했지만 광복 이후 미군이 주둔하며 을지로 6가 쪽의 방산종합시장은 '양키시장'으로 알려졌다. 1960년대에는 통조림, 조미료 등의 식료품이나 과자류를 팔며 도매시장으로 발전했다. 그러나 1980년대 말부터 가공식품 산업이 축소되고 포장재 상가가 들어서며 포장업이 주를 이루었다. 방산종합시장은 1976년 폐교한 방산초등학교 터에 들어섰다.
2003년 방산시장의 주차장 수입이 절반 정도로 떨어질 만큼 고객이 감소했다. 한 상인은 청계고가도로의 공사 후 교통의 흐름이 바뀌었기 때문이라고 말했다.
2004년, 노후화되었던 방산시장은 엘리베이터를 갖추고 외벽을 알루미늄으로 교체하는 등 리모델링을 마치고 준공식을 가졌다. 화장실을 새로 꾸미고 엘리베이터도 새롭게 설치되었다. 리모델링 후 방산시장을 알리기 위해 '제1회 방산시장 인쇄문화 축제'를 개최했다.
2012년, '전통시장 살리기' 사업의 일환인 전통시장 순회노선에 방산시장이 포함되었다. 2015년, 전통시장의 경쟁력을 키우기 위해 열린 '상인대학'에서 방산시장 등의 상인들을 대상으로 강좌를 열었다. 2019년 4월 26일에는 중구청 주회 을지로 골목길 투어 '신을지유람'의 첫 코스로 선정되었다.
DIY(직접 만들기)에 대한 관심이 높아지면서, 초콜릿 재료를 판매하는 가게에 사람들의 관심이 많아졌다. 제과 재료와 도구를 파는 초콜릿·베이킹 거리는 젊은 층이 주 고객으로 붐빈다. 향초·디퓨저 거리도 역시 젊은 연령대가 대부분이며, 가게 약 40여 곳이 모여 있다.

## 갤러리

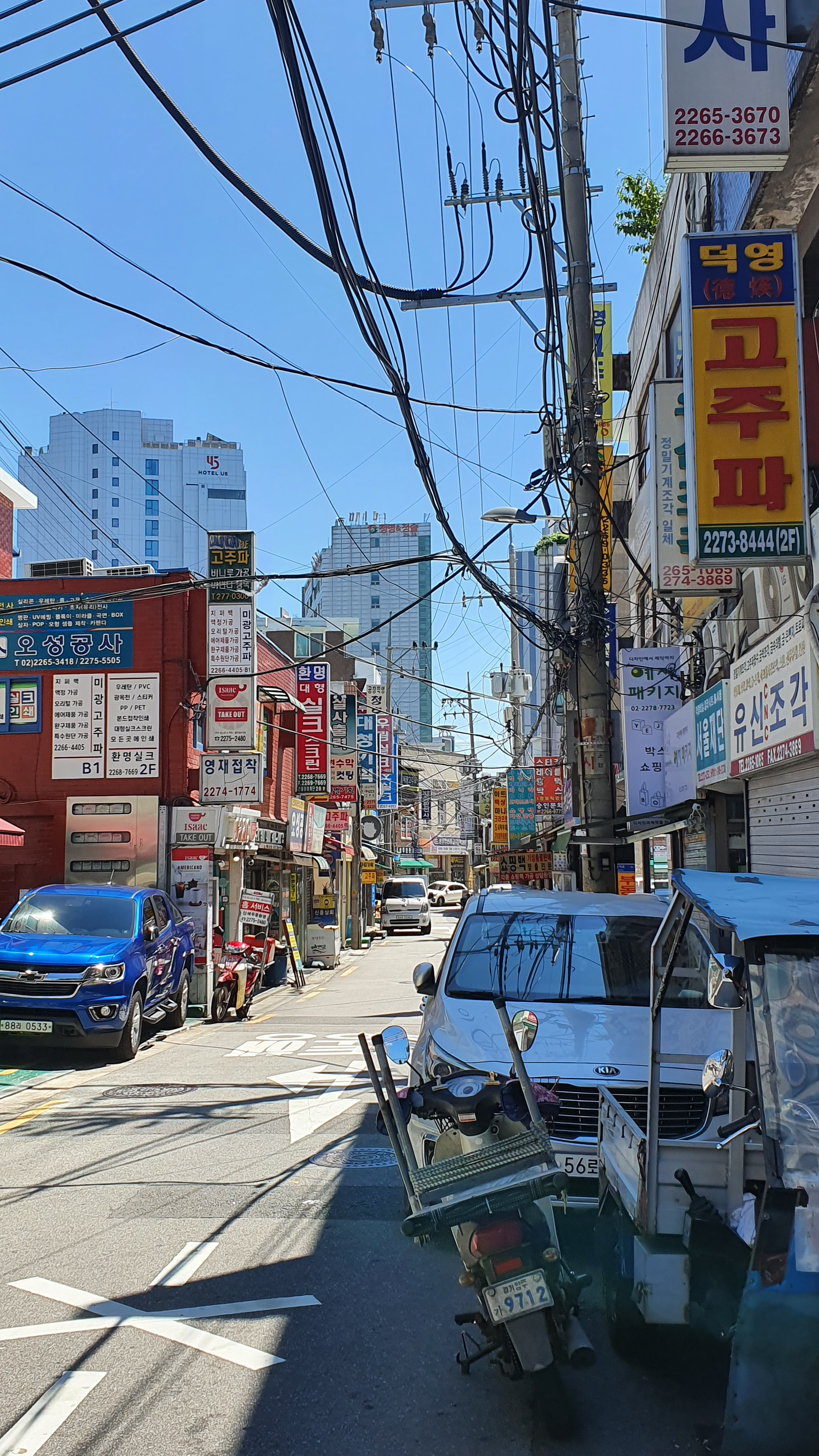
방산시장의 모습
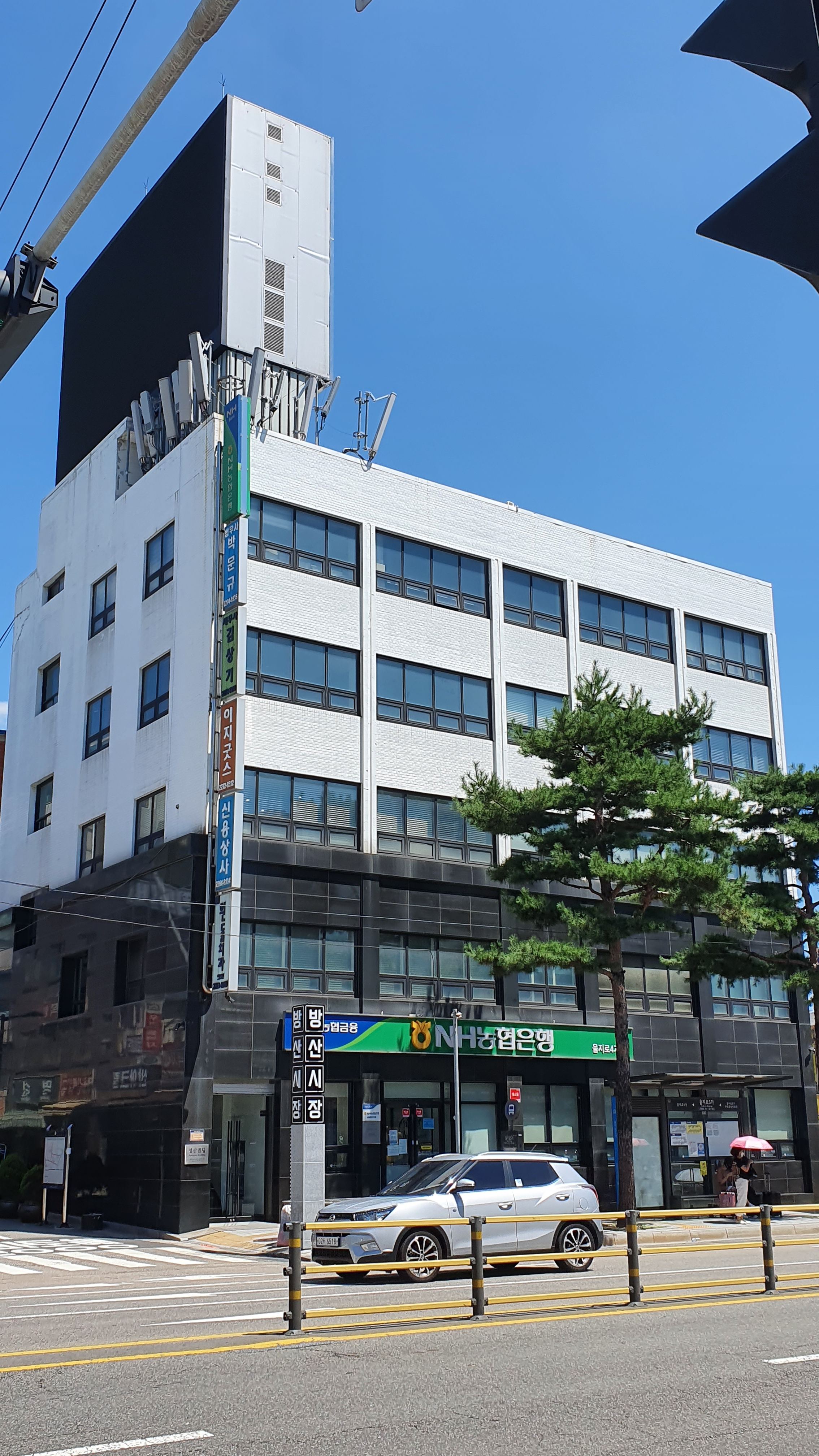
방산시장의 골목 입구
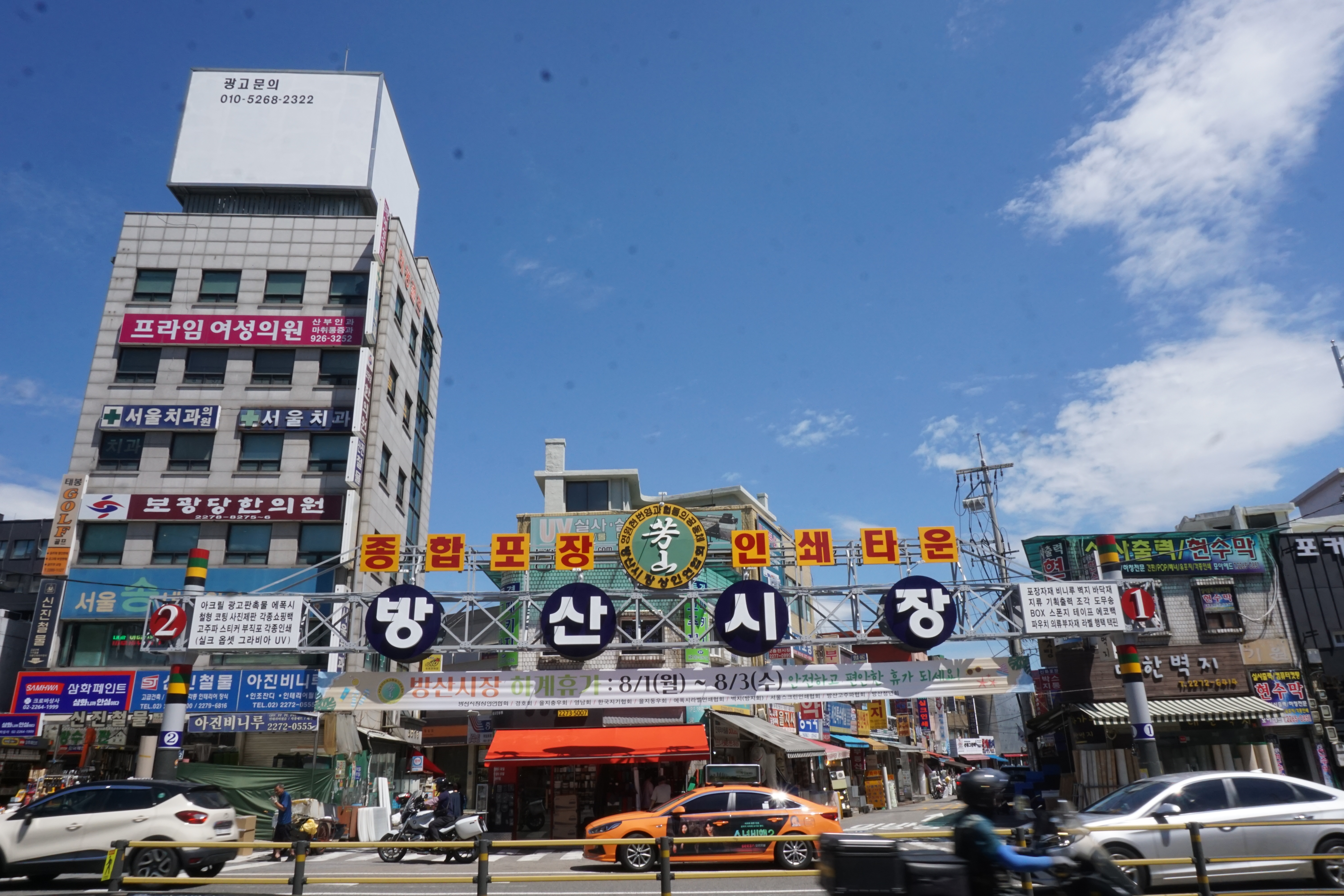
방산시장 입구
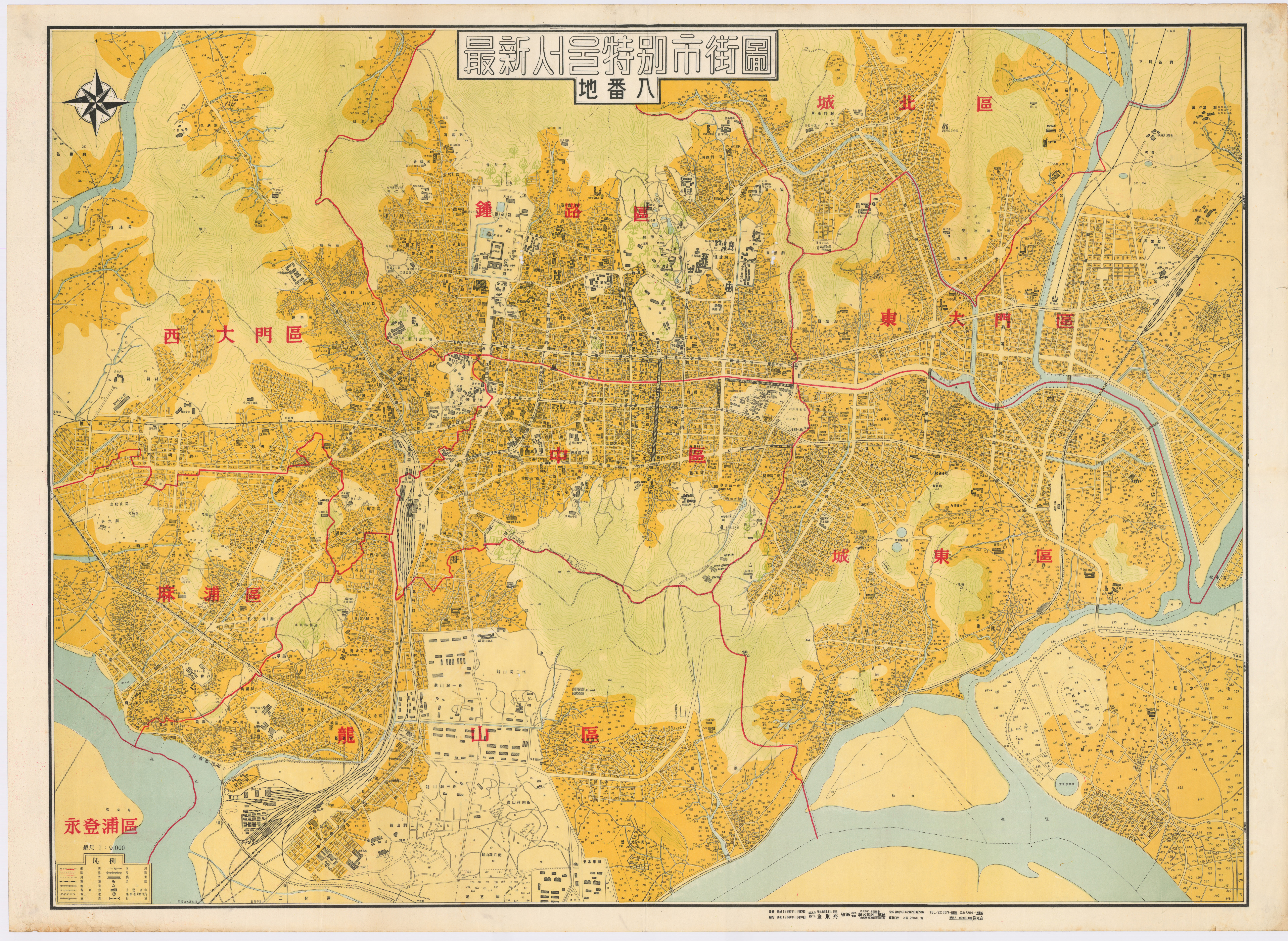
서울특별시의 1968년 지도. 가운데 중구(中區)의 을지로5가(乙支路五街) 근처에 방산시장이 표시되어 있다.
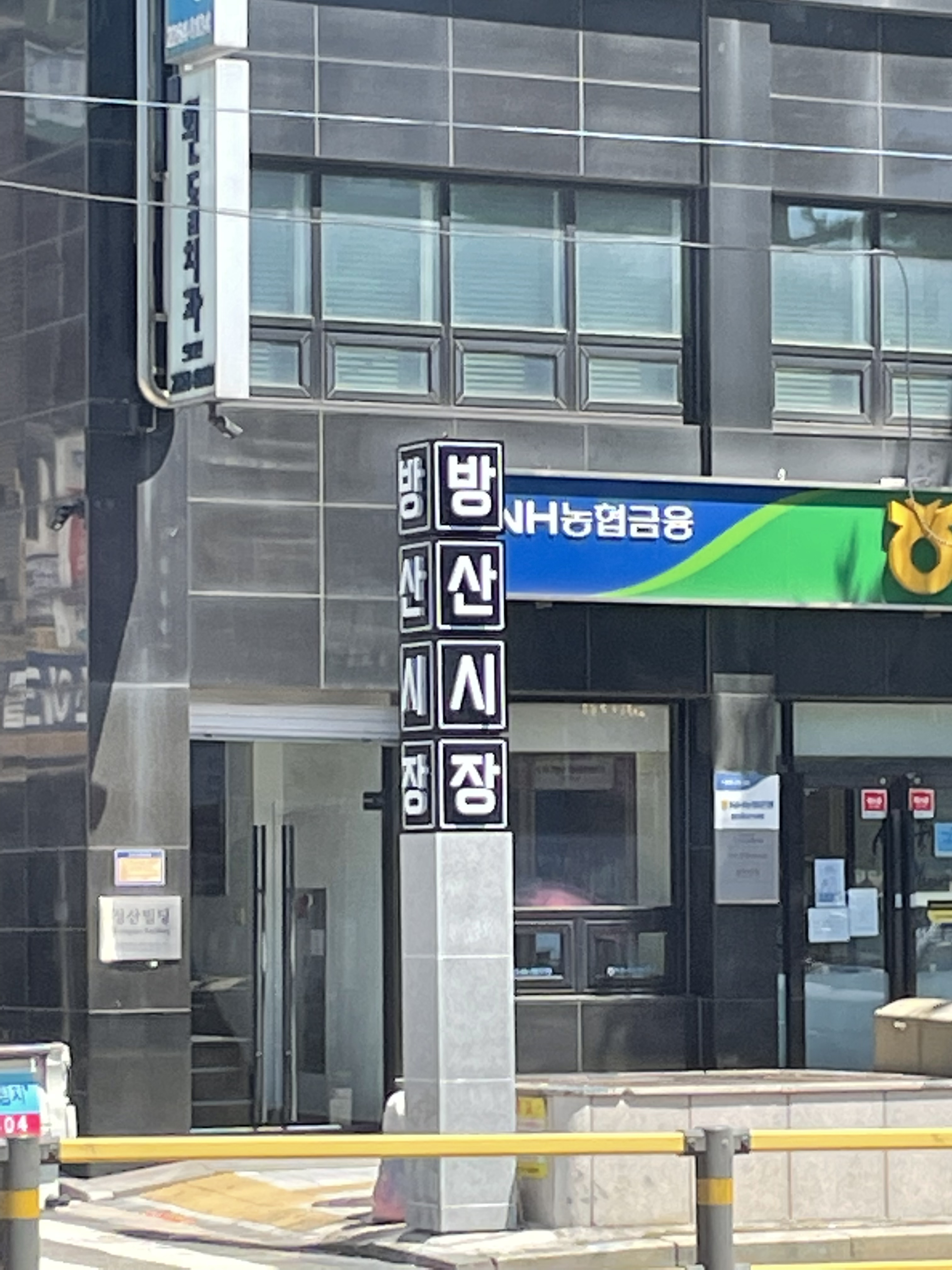
방산시장 입구
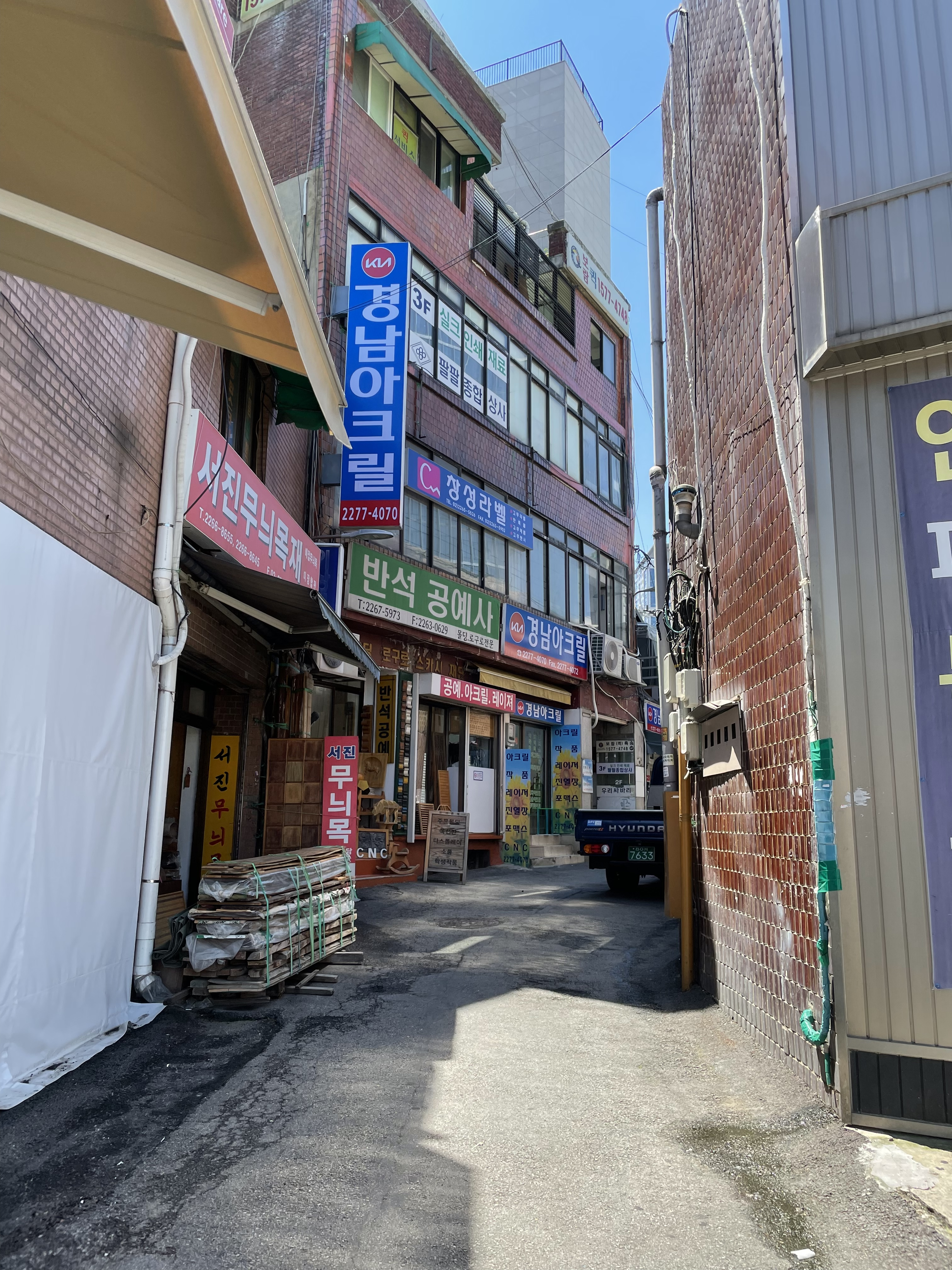
방산시장의 상점들

## 같이 보기
- 성제묘
- 광장시장
- 동대문종합시장
- 평화시장 (서울)